# 가케카이호쓰촌
가케카이호쓰촌(掛開発村)은 도야마현 이미즈군에 있던 촌이다. 현재 다카오카시의 일부에 해당한다. 

## 역사
- 1889년 4월 1일 - 정촌제 시행에 의해 이미즈군 가케카이호쓰촌이 성립하였다.
- 1917년 5월 15일 - 다카오카시, 이미즈군 후타가미촌에 편입되었다.
- 1933년 8월 1일 - 이미즈군 후타가미촌이 다카오카시에 편입되었다.
- 1944년 4월 1일 - 이미즈군 노마치촌이 다카오카시에 편입되었다.

## 참고문헌
- 『市町村名変遷辞典』東京堂出版、1990年。